# Riccia crassifrons
Riccia crassifrons là một loài rêu trong họ Ricciaceae. Loài này được Spruce mô tả khoa học đầu tiên năm 1885.